# Joseph Czarnota
Joseph John "Joe" Czarnota, född 25 mars 1925 i Wakefield i Massachusetts, död 7 oktober 1968 i Melrose i Massachusetts, var en amerikansk ishockeyspelare.
Czarnota blev olympisk silvermedaljör i ishockey vid vinterspelen 1952 i Oslo.